# Cyclopogon polyaden
Cyclopogon polyaden är en orkidéart som först beskrevs av Vell., och fick sitt nu gällande namn av F.S.Rocha och Waechter. Cyclopogon polyaden ingår i släktet Cyclopogon, och familjen orkidéer. Inga underarter finns listade i Catalogue of Life.